# Сборная Словении по теннису в Кубке Билли Джин Кинг
Сборная Словении в Кубке Федерации — национальная женская сборная теннисная команда, представляющая Словению в Кубке Федерации — главном международном женском теннисном турнире на уровне национальных сборных.

## История
Сборная Словении в Кубке Федерации начала свой путь после распада федеративной Югославии, за команду которой словенские теннисистки выступали до этого. Одна из звёзд югославской сборной, Мима Яушовец, стала первым капитаном словенской команды.
Команда Словении выступала в I Европейско-африканской группе до 2002 года и имела до этого времени один реальный шанс пробиться в Мировую группу — высший дивизион Кубка Федерации. Это произошло в 1999 году, когда словенки выиграли все свои встречи на групповом этапе и в плей-офф Европейско-африканской группы и вышли в переходный турнир II Мировой группы. Там, однако, они проиграли две встречи из трёх командам Беларуси и Японии. В 2002 году команда оказалась удачливей и выиграла не только все матчи в Европейско-африканской группе, но и встречу плей-офф со сборной Украины и вышла в Мировую группу. На следующий год команда, где выступали Катарина Среботник, Тина Крижан и Тина Писник, развила успех, обыграв в первом круге сборную Аргентины и выйдя в четвертьфинал Мировой группы. Этот результат в следующие 20 лет оставался лучшим в истории словенской команды.
Уже на следующий год словенки, проиграв матч первого круга Мировой группы американкам, а затем и плей-офф команде Индонезии, снова опустились в I Европейско-африканскую группу. Ещё раз им удалось выйти во II Мировую группу в 2010 году после победы в плей-офф над японками, которую общими усилиями обеспечили Среботник и Полона Херцог. В следующие два года словенская команда выступала во II Мировой группе, проигрывая в первом же круге. Но если в первый год Среботник и Херцог удалось отстоять своё место, победив в плей-офф канадок, то в 2012 году словенки уже ничего не смогли противопоставить сборной Франции.
В дальнейшем словенки продолжали терять свои позиции в иерархии и к 2016 году оказались уже во II Европейско-африканской группе, но два сезона спустя сумели снова подняться на ступень выше. После возобновления соревнований в новом формате Кубка Билли Джин Кинг словенская команда в 2022 году сумела обеспечить себе место в финальном турнире после победы над сборной Румынии, а осенью выйти из группы с одной победой и одним поражением. В первом за свою историю полуфинале Мировой группы словенки проиграли 0:2 команде Италии.

## Статистика и рекорды
- Сыграно сезонов — 30
- Самая длинная серия побед — 6:
  - 1998—1999 — победы над командами Израиля, Грузии, Люксембурга, Польши, Болгарии и ЮАР
  - 2002—2003 — победы над командами Украины (дважды), Греции, Беларуси, Югославии и Аргентины, включая выход в Мировую группу
- Самая крупная победа — 4:1 по играм, 8:4 по сетам, 64:47 по геймам ( Словения— Япония, 2010)
- Самый длинный матч — 9 часов 50 минут ( Франция— Словения 5:0, 2012)
  - Наибольшее количество геймов в матче — 134 ( Словения— Румыния 3:2, 2023)
- Самая длинная игра — 3 часа 3 минуты ( Анна Смашнова —  Тина Писник 6-3, 1-6, 8-6, 2001)
  - Наибольшее количество геймов в игре — 39 ( Кристи Богерт —  Катарина Среботник 2-6, 7-62, 10-8, 1999)
- Наибольшее количество геймов в сете — 18 ( Кристи Богерт —  Катарина Среботник 2-6, 7-62, 10-8, 1999)

- Наибольшее количество сезонов в сборной — 12 (Тина Крижан)
- Наибольшее количество матчей — 46 (Тина Крижан)
- Наибольшее количество игр — 72 (Тина Крижан, 42—30)
- Наибольшее количество побед — 40 (Тина Крижан, 42—30)
  - В одиночном разряде — 19 (Катарина Среботник, 19—12)
  - В парном разряде — 25 (Тина Крижан, 25—19)
  - В составе одной пары — 11 (Т. Крижан/К. Среботник, 11—5)
- Самый молодой игрок — 16 лет 41 день (Катарина Среботник, 22 апреля 1997)
- Самый возрастной игрок — 32 года 92 дня (Петра Рампре, 21 апреля 2012)

## Состав в 2023 году
- Тамара Зиданшек
- Эла Нала Милич
- Вероника Эрявец
- Кайя Юван

Капитан — Андрей Красевец

## Недавние матчи

### Финальный турнир 2023
| Италия 2 | Олимпийский стадион, Севилья, Испания 11 ноября 2023 Хард(i) | Олимпийский стадион, Севилья, Испания 11 ноября 2023 Хард(i)         | Словения 0 |     |     |            |
| \| \| \| \| 1 \| 2 \| 3 \| \| \| - \| \| -------------------------------------------------------------------- \| ----- \| --- \| --- \| ---------- \| \| 1 \| \| Мартина Тревизан Кайя Юван \| 78 66 \| 6 3 \| \| \| \| 2 \| \| Жасмин Паолини Тамара Зиданшек \| 6 2 \| 4 6 \| 6 3 \| \| \| 3 \| \| Элизабетта Коччаретто / Мартина Тревизан Тамара Зиданшек / Кайя Юван \| \| \| \| not played \| |                                                              |                                                                      |            |     |     |            |
| |                                                              |                                                                      | 1          | 2   | 3   |            |
| 1 | Италия · Словения                                            | Мартина Тревизан Кайя Юван                                           | 78 66      | 6 3 |     |            |
| 2 | Италия · Словения                                            | Жасмин Паолини Тамара Зиданшек                                       | 6 2        | 4 6 | 6 3 |            |
| 3 | Италия · Словения                                            | Элизабетта Коччаретто / Мартина Тревизан Тамара Зиданшек / Кайя Юван |            |     |     | not played |

| Казахстан 2 | Олимпийский стадион, Севилья, Испания 10 ноября 2023 Хард(i) | Олимпийский стадион, Севилья, Испания 10 ноября 2023 Хард(i)      | Словения 1 |     |          |         |
| \| \| \| \| 1 \| 2 \| 3 \| \| \| - \| \| ----------------------------------------------------------------- \| --- \| --- \| -------- \| ------- \| \| 1 \| \| Анна Данилина Кайя Юван \| 1 6 \| 0 6 \| \| \| \| 2 \| \| Юлия Путинцева Тамара Зиданшек \| 2 6 \| 6 2 \| \| retired \| \| 3 \| \| Анна Данилина / Жибек Куламбаева Эла Нала Милич / Вероника Эрявец \| 2 6 \| 6 4 \| [10] [7] \| \| |                                                              |                                                                   |            |     |          |         |
| |                                                              |                                                                   | 1          | 2   | 3        |         |
| 1 | Казахстан · Словения                                         | Анна Данилина Кайя Юван                                           | 1 6        | 0 6 |          |         |
| 2 | Казахстан · Словения                                         | Юлия Путинцева Тамара Зиданшек                                    | 2 6        | 6 2 |          | retired |
| 3 | Казахстан · Словения                                         | Анна Данилина / Жибек Куламбаева Эла Нала Милич / Вероника Эрявец | 2 6        | 6 4 | [10] [7] |         |

| Словения 2 | Олимпийский стадион, Севилья, Испания 7 ноября 2023 Хард(i) | Олимпийский стадион, Севилья, Испания 7 ноября 2023 Хард(i)      | Австралия 1 |      |          |  |
| \| \| \| \| 1 \| 2 \| 3 \| \| \| - \| \| ---------------------------------------------------------------- \| --- \| ---- \| -------- \| \| \| 1 \| \| Кайя Юван Айла Томлянович \| 6 4 \| 6 1 \| \| \| \| 2 \| \| Тамара Зиданшек Дарья Сэвилл \| 6 1 \| 6 4 \| \| \| \| 3 \| \| Эла Нала Милич / Вероника Эрявец Кимберли Биррелл / Сторм Хантер \| 5 7 \| 7 62 \| [5] [10] \| \| |                                                             |                                                                  |             |      |          |  |
| |                                                             |                                                                  | 1           | 2    | 3        |  |
| 1 | Словения · Австралия                                        | Кайя Юван Айла Томлянович                                        | 6 4         | 6 1  |          |  |
| 2 | Словения · Австралия                                        | Тамара Зиданшек Дарья Сэвилл                                     | 6 1         | 6 4  |          |  |
| 3 | Словения · Австралия                                        | Эла Нала Милич / Вероника Эрявец Кимберли Биррелл / Сторм Хантер | 5 7         | 7 62 | [5] [10] |  |